# 국가지원지방도 제14호선
국가지원지방도 제14호선 (경산~영천선)은 경상북도 경산시 중방동과 영천시 금호읍을 잇는 대한민국의 국가지원지방도이다. 기존의 지방도 제909호선, 지방도 제919호선, 지방도 제925호선 일부 구간을 국가지원지방도로 전환하여 만든 노선이다.

## 연혁
- 2025년 7월 11일: '경주~경주선'으로 국가지원지방도 제14호선을 새로 신설함.[2]